# Kanton Le Raincy
Kanton Le Raincy (fr. Canton du Raincy) je francouzský kanton v departementu Seine-Saint-Denis v regionu Île-de-France. Tvoří ho dvě obce.

## Obce kantonu
- Clichy-sous-Bois
- Le Raincy